# Bujoreni (okręg Ardżesz)
Bujoreni – wieś w Rumunii, w okręgu Ardżesz, w gminie Buzoești. W 2011 roku liczyła 180 mieszkańców.